# NK Kutjevo
NK Kutjevo je nogometni klub iz Kutjeva.
U sezoni 2021./22. se natječe u 3. HNL – Istok.

## Povijest
Nogometni klub Kutjevo osnovan je 1925. godine. Raniji naziv kluba bio je PPK Kutjevo.